# Nationaal park Serra da Canastra
Het Nationaal park Serra da Canastra is een van de belangrijkste nationale parken van Brazilië. Het ligt in de bergketen Serra da Canastra. Het park werd gesticht in 1972 op grond van decreet 70.355.
In dit park ontspringt de rivier São Francisco. Op 14 km van haar bron ligt haar eerste grote waterval Casca d'Anta, met een hoogte van ca 186 meter. Dit is een van de belangrijkste attracties van het park. Het water valt vanaf een scherpe natuurlijke bergkam die 330 meter boven de zeespiegel ligt.
In het park wordt het landschap beschermd dat ontstaat op de overgang tussen de vegetatie van de Mata Atlântica en die van de cerrado. Er zijn veel hoogvlakten die verschillende soorten flora en fauna herbergen, zoals de manenwolf, de reuzenmiereneter, het pampahert, diverse sperwers en bedreigde diersoorten zoals het reuzengordeldier en de Braziliaanse zaagbek, een eendensoort waarvan de totale populatie mogelijk minder dan 250 exemplaren telt.
Het water is de overheersende factor in het park. Er ontspringen honderden bronnen. Deze ontstaan vanwege het vocht dat het koude gesteente met name 's nachts aan de lucht onttrekt.

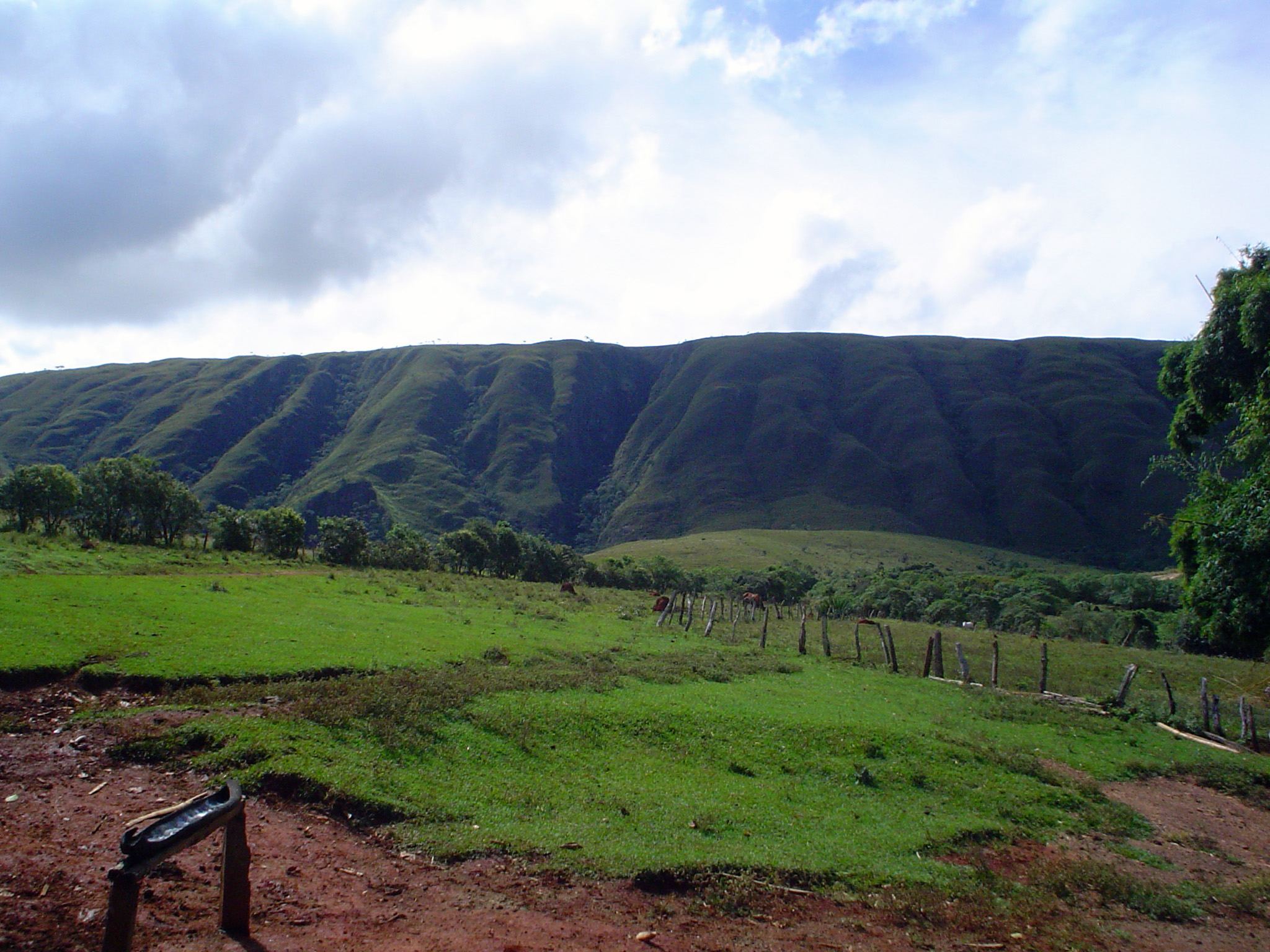
Uitzicht
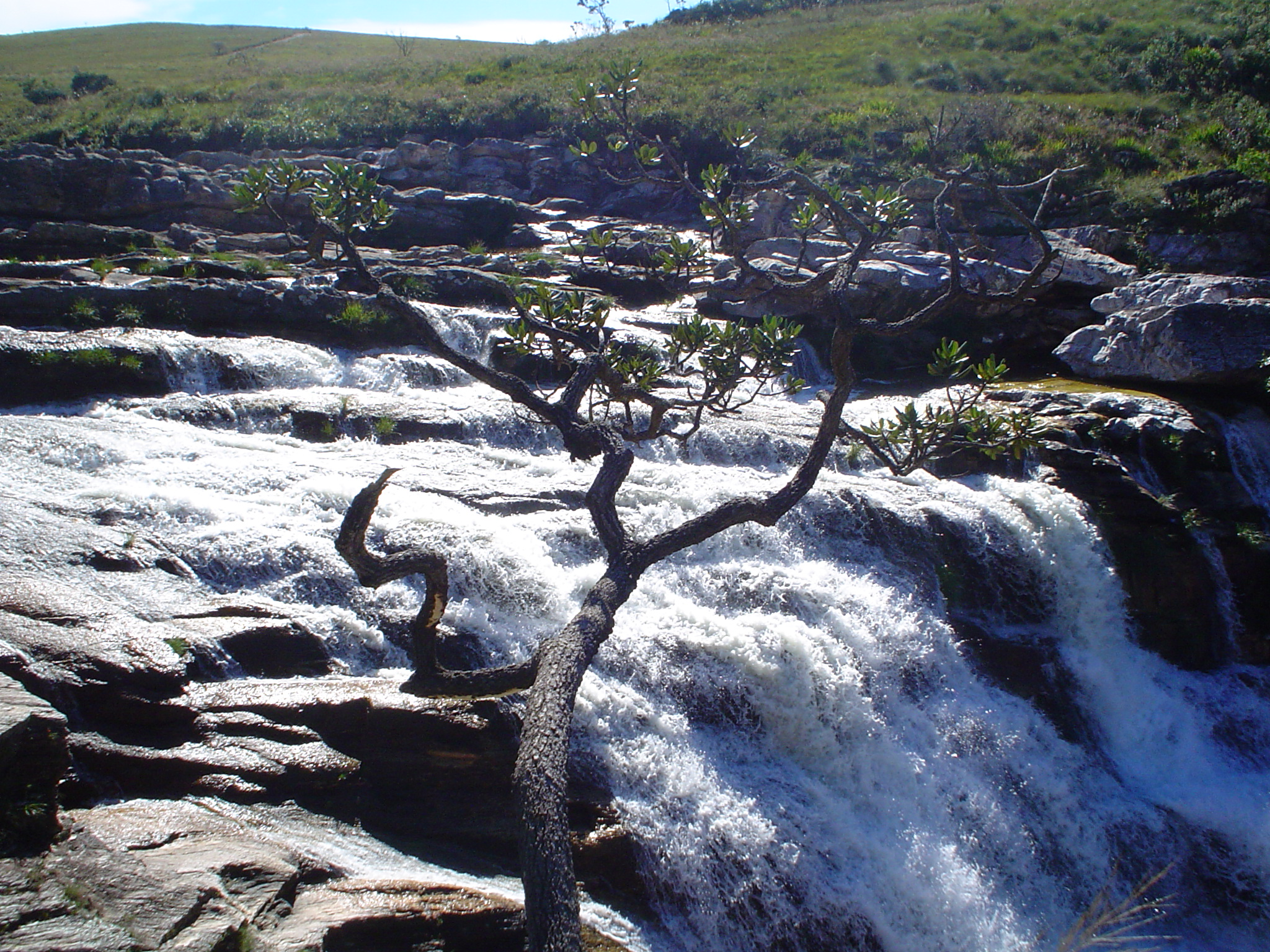
Bovenkant van de waterval Casca d'Anta
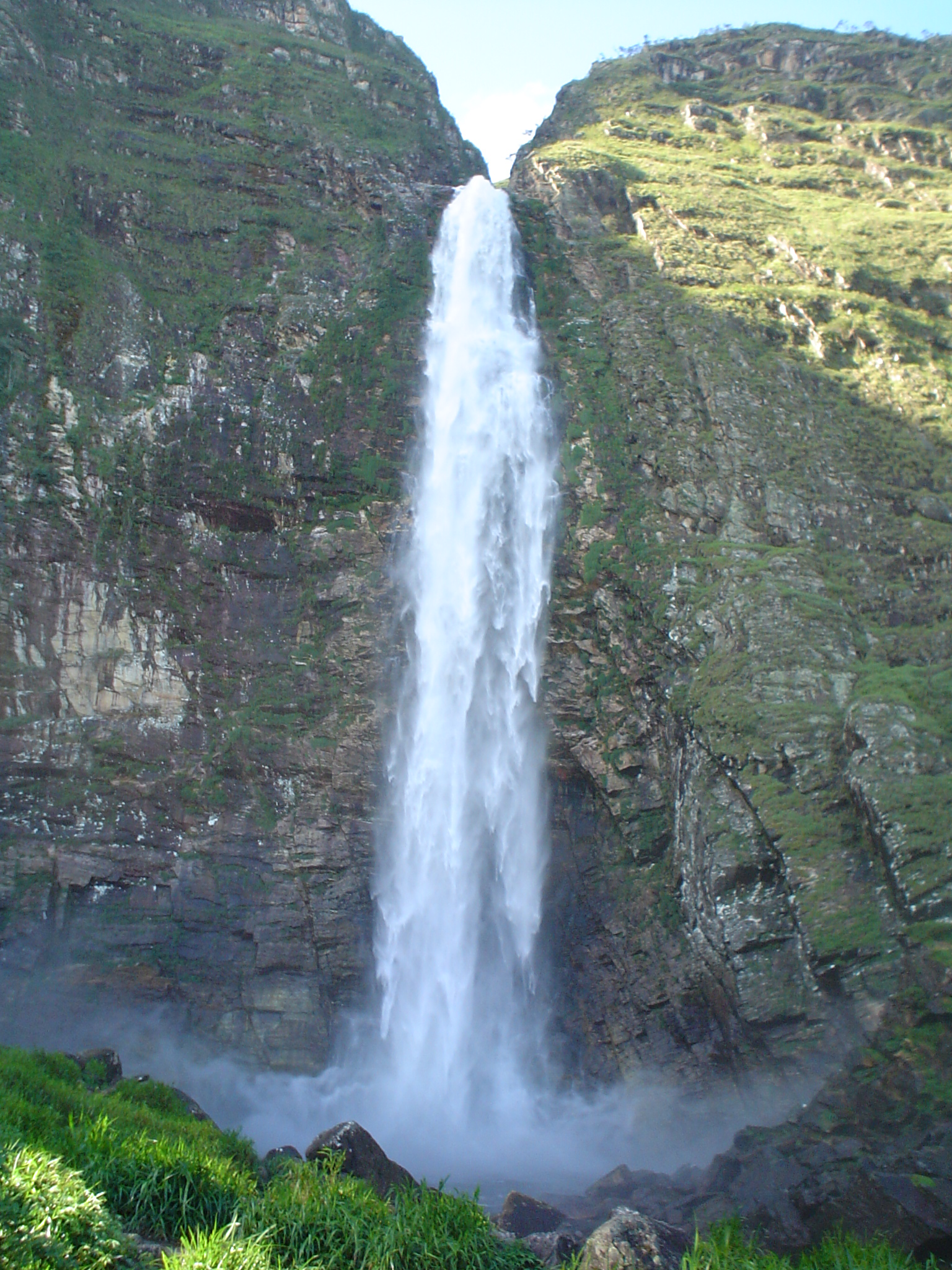
Waterval Casca d'Anta

Abrolhos · 
Amazônia · 
Aparados da Serra · 
Araguaia · 
Araucárias · 
Boa Nova · 
Brasília · 
Cabo Orange · 
Campos Amazônicos · 
Campos Gerais · 
Caparaó · 
Catimbau · 
Cavernas do Peruaçu · 
Chapada das Mesas · 
Chapada Diamantina · 
Chapada dos Guimarães · 
Chapada dos Veadeiros · 
Descobrimento · 
Emas · 
Fernando de Noronha · 
Grande Sertão Veredas · 
Iguaçu · 
Ilha Grande · 
Itatiaia · 
Jamanxim · 
Jaú · 
Jericoacoara · 
Juruena · 
Lagoa do Peixe · 
Lençóis Maranhenses · 
Montanhas do Tumucumaque · 
Monte Pascoal · 
Monte Roraima · 
Nascentes do Rio Parnaíba · 
Pacaás Novos · 
Pantanal Matogrossense · 
Pau Brasil · 
Pico da Neblina · 
Pontões Capixabas · 
Restinga de Jurubatiba · 
Rio Novo · 
Saint-Hilaire/Lange · 
São Joaquim · 
Sempre Vivas · 
Serra da Bocaina · 
Serra da Bodoquena · 
Serra da Canastra · 
Serra da Capivara · 
Serra da Cutia · 
Serra da Mocidade · 
Serra das Confusões · 
Serra de Itabaiana · 
Serra do Cipó · 
Serra do Divisor · 
Serra do Itajaí · 
Serra do Pardo · 
Serra dos Órgãos · 
Serra Geral · 
Sete Cidades · 
Superagüi · 
Tijuca · 
Ubajara · 
Viruá